# 나리마쓰정
나리마쓰정(일본어: 成松町)은 일본 효고현 히카미군에 있던 정이다. 현재의 단바시 중심부에 해당한다.

## 역사
- 1889년 4월 1일 - 정촌제 시행에 의해 1정 6촌의 구역을 가지고 나리마쓰촌이 성립하였다.
- 1912년 10월 1일 - 정으로 승격해 나리마쓰정이 되었다.
- 1955년 7월 23일 - 누누키촌, 가도노촌, 사치요촌, 이쿠사토촌과 합병해 히카미정이 성립, 동일 나리마쓰정은 폐지되었다.

## 교통

### 도로
- 국도 제175호선

## 참고문헌
- 角川日本地名大辞典 28 兵庫県